# 曹喜大
曹喜大（韩语：／ Cho Hee-Dae ?，1957年6月6日—）是大韩民国第17任大法院院长。2023年11月8日，尹錫悅政府上台后提名曹喜大为大法院院长候选人。同年12月8日，经过国会投票，尹锡悦正式任命曹喜大为大法院院长。

## 生平
曹喜大于1957年6月6日出生于庆尚北道庆州市。他毕业于庆北高等學校和首尔国立大学法学院，并于1981年通过第23届律师考试，1986年9月开始了他的法官职业生涯，担任首尔地方法院法官。在大邱地方法院、大邱家庭法院、首尔高等法院等地担任法官近 30 年后，他于2014年经第15任大法院院长梁承泰提名和朴槿惠总统任命，升任大法院大法官。
在担任大法院大法官六年后，曹喜大将目光转向学术界，并从2020年起担任成均馆大学法学院教授，开始了学术生涯。 
尹锡悦在2023年11月提名他为第17任大法院长候选人。12月8日，鉴于曹喜大没有“前官禮遇”等个人问题，国会以264票对18票通过了其提名。经国会确认，尹锡悦任命他为韩国第17任大法院院长。

## 教育
- 江东初等學校毕业
- 庆州中學校毕业
- 庆北高等學校毕业
- 首尔国立大学法学学士[3]
- 康奈尔大学法学硕士